# Orient Thai Airlines
Orient Thai Airlines (thailändisch โอเรียนท์ ไทย แอร์ไลน์) war eine thailändische Fluggesellschaft mit Sitz in Chiang Mai und Basis auf dem Flughafen Bangkok-Don Mueang.

## Unternehmen
Orient Thai Airlines wurde im Jahr 1995 gegründet. Die Flotte der Gesellschaft war weiß lackiert mit einer stilisierten thailändischen Flagge auf dem Seitenleitwerk, das Logo ist der rote Umriss einer Möwe, der Slogan lautet „Simply Thai“.
Im Juli 2008 wurde Orient Thai für 56 Tage die Lizenz entzogen, nachdem zuvor mehrere Verstöße gegen die Flugsicherheit, darunter die Übertretung von Arbeitszeiten, bekannt wurden. Die ehemalige 100-prozentige Tochtergesellschaft One-Two-Go Airlines wurde 2010 in Orient Thai integriert. Orient Thai war zudem im Besitz von 49 Prozent der Anteile an der nicht mehr existierenden Kampuchea Airlines aus Kambodscha. Im Juli 2013 musterte Orient Thai ihre letzte McDonnell Douglas MD-82 aus. Orient Thai stellte ihre Flüge im Juli 2018 im Zuge eines Restrukturierungsprozess ein. Am 9. Oktober 2018 wurde die Gesellschaft aufgelöst.

## Flugziele
Orient Thai Airlines flog von Bangkok nach Phuket sowie Ziele in China an (Changsha, Nanning, Schanghai und Nanchang). Außerdem wurden Charterflüge durchgeführt und Flugzeuge an andere Gesellschaften verleast.

## Flotte

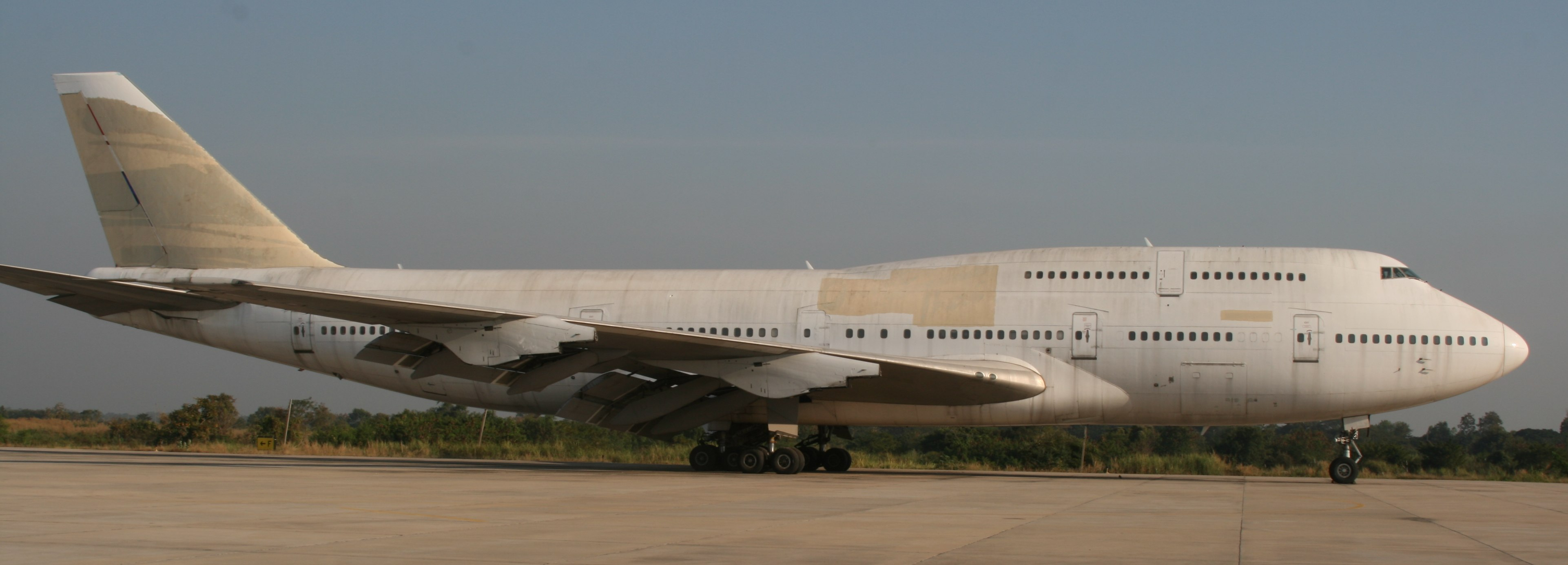
Ausgemusterte Boeing 747 der Orient Thai Airlines, geparkt auf dem Rollfeld des Flughafens Phitsanulok

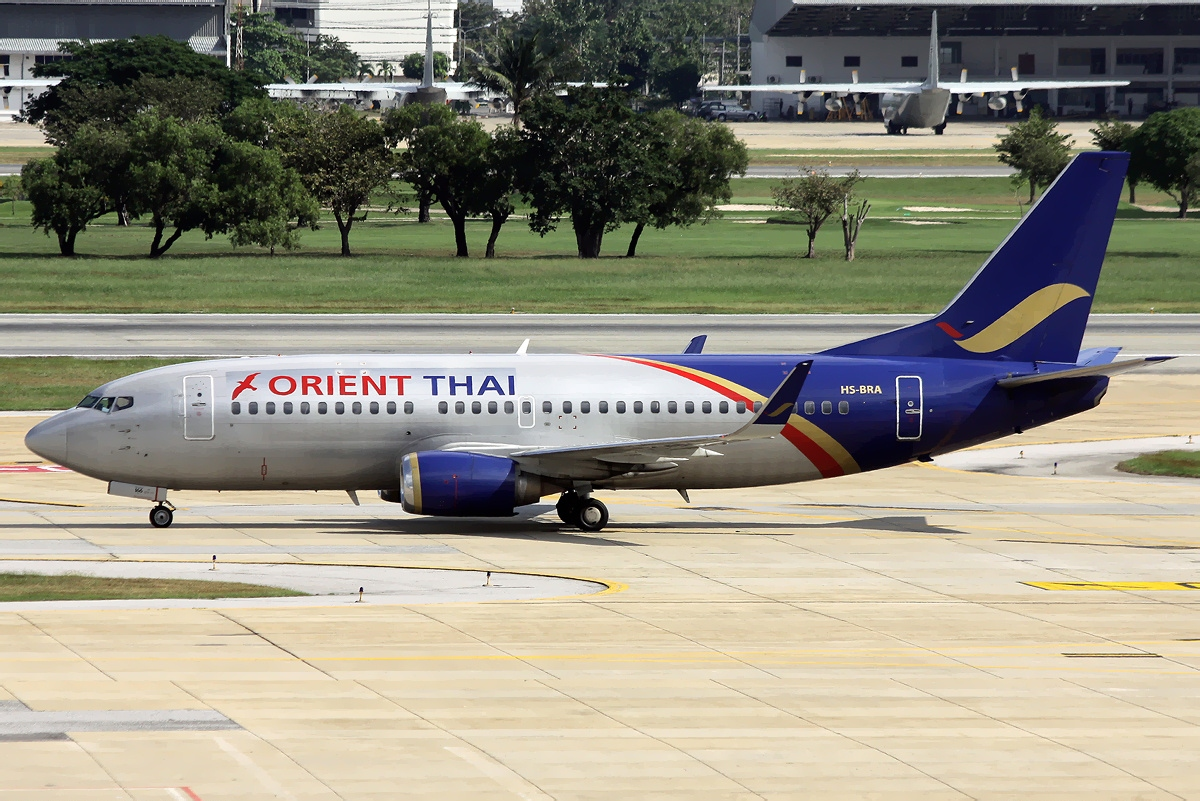
Boeing 737-300 der Orient Thai Airlines

Mit Stand September 2018 bestand die Flotte der Orient Thai Airlines aus 13 Flugzeugen mit einem Durchschnittsalter von 28,4 Jahren:
| Flugzeugtyp    | Anzahl | bestellt | Anmerkungen |
| -------------- | ------ | -------- | ----------- |
| Boeing 737-300 | 4      |          | inaktiv     |
| Boeing 737-400 | 2      |          | inaktiv     |
| Boeing 747-400 | 2      |          | inaktiv     |
| Boeing 767-300 | 5      |          | inaktiv     |
| Gesamt         | 13     | –        |             |